# 小行星4380
小行星4380（4380 Geyer）是一颗绕太阳运转的小行星，为主小行星带小行星。该小行星于1988年8月14日发现。

## 轨道参数
小行星4380的轨道半长轴为3.0365798 UA，离心率为0.07。